# Tegelen vasútállomás
Tegelen vasútállomás vasútállomás Hollandiában, Venlo városában.

## Vasútvonalak
Az állomást az alábbi vasútvonalak érintik:
- Maastricht–Venlo-vasútvonal

## Kapcsolódó állomások
A vasútállomáshoz az alábbi állomások vannak a legközelebb:
- Venlo vasútállomás (északkelet)
- Reuver vasútállomás (délnyugat)